# Leipziger Semitistische Studien
Die wissenschaftliche Buchreihe Leipziger Semitistische Studien (abgekürzt LSS) wurde 1903 von August Fischer und Heinrich Zimmern am Semitistischen Institut der Universität Leipzig gegründet und bis 1932 vom Leipziger Verlag J. C. Hinrichs herausgegeben. Sie diente vor allem der Publikation von Dissertationen der Fächer Semitistik und Altorientalistik. Bis 1920 erschienen 7 Bände, woraufhin die Reihe zunächst eingestellt wurde. Erst 1931 wurde sie mit einer neuen Folge wiederaufgenommen, die bis 1932 unter der Herausgeberschaft von Benno Landsberger und Hans Heinrich Schaeder vier weitere Bände hervorbrachte. 1968 wurde die Reihe vom Leipziger Zentralantiquariat der Deutschen Demokratischen Republik nachgedruckt. Als indirekter Nachfolger wurde 2011 die Reihe Leipziger Altorientalistische Studien unter Herausgeberschaft von Michael P. Streck ins Leben gerufen.

## Bände derLeipziger Semitistischen Studienbis 1920
- Band 1, Heft 1: Becherwahrsagung bei den Babyloniern : Nach zwei Keilschrifttexten aus der Hammurabi-Zeit / von Johannes Hunger. 1903. IV, 80 S.
- Band 1, Heft 2: Altbabylonische Rechtsurkunden aus der Zeit der Hammurabi-Dynastie / von Samuel Daiches. 1903. IV, 100 S.
- Band 1, Heft 3: Ibn Ginnī's Kitāb al-Muġtaṣab / hrsg. und mit einer Einl. und Anm. vers. von Edgar Pröbster. 1904. XXII, 64 S.
- Band 1, Heft 4: Maltesische Studien : Eine Sammlung prosaischer und poetischer Texte in maltesischer Sprache nebst Erläuterungen / von Hans Stumme. 1904. 124 S.
- Band 1, Heft 5: Maltesische Märchen, Gedichte und Rätsel : In deutscher Übersetzung / von Hans Stumme. 1904. XVI, 102 S.
- Band 1, Heft 6: Gebete und Hymnen an Nergal / von Josef Böllenrücher. 1904. 52 S.
- Band 2, Heft 1: Assyrisch-babylonische Briefe kultischen Inhalts aus der Sargonidenzeit / von Emil Behrens. 1906. 124 S.
- Band 2, Heft 2: Bilder und Symbole babylonisch-assyrischer Götter / von Karl Frank. 1906. IV, 44 S.
- Band 2, Heft 3: Qiṣṣat Mâr Êlîiâ : (die Legende vom hl. Elias); als Beitrag zur Kenntnis der arabischen Vulgär-Dialekte Mesopotamiens nach Fol. 1 - 18a Kod. Sachau 15 Kgl. Biblioth. Berlin / hrsg., übers. und mit einer Schriftenlehre vers. von Hersch Ram. 1907. VII, 40 S.
- Band 2, Heft 4: Hymnen und Gebete an Sin / von E. Guthrie Perry. 1907. VI, 50 S., IV Bl.
- Band 2, Heft 5: Siebenzahl und Sabbat bei den Babyloniern und im Alten Testament : Eine religionsgeschichtliche Studie / von Johannes Hehn. 1907. 132 S.
- Band 2, Heft 6: Das Familien-, Sklaven- und Erbrecht im Qorân / von Robt. Roberts. 1908. 56 S.
- Band 3, Heft 1: Babylonische Sühnriten : Besonders mit Rücksicht auf Priester und Büsser / unters. von Walther Schrank. 1908. XII, 112 S.
- Band 3, Heft 2: Die Kommentare des Suhaili und des Abū Ḏarr zu den Uhud-Gedichten in der Sīra des Ibn-Hišām : Nach den Handschriften zu Berlin, Strassburg, Paris und Leipzig / hrsg. und bearb. von Arthur Schaade. 1920. VII, 62 S.
- Band 3, Heft 3: Babylonische Beschwörungsreliefs : Ein Beitrag zur Erklärung der sog. Hadesreliefs / von Karl Frank. 1908. VI, 94 S., IV Bl; Ill.
- Band 3, Heft 4: Hymnen und Gebete an Nebo / von Johannes Pinckert. 1920. 32 S.
- Band 3, Heft 5: De Lagardes Ausgabe der arabischen Übersetzung der Genesis : (Cod. Leid. Arab. 230) / nachgeprüft von Harold Sidney Davidson. 1919. VIII, 29 S.
- Band 3, Heft 6: Maltesische Volkslieder im Urtext : Mit deutscher Übersetzung / hrsg. von B. Ilg und H. Stumme. 1909. 77 S.
- Band 4: Beiträge zur Kunde des Irak-Arabischen / von F. H. Weißbach. 1930. XLVI, 357 S.
- Band 5, Heft 1: Zwei Aufsätze zur Religionsgeschichte Vorderasiens / von Hermann Schneider. 1909. III, 84 S.; Ill.
- Band 5, Heft 2: Die Sprache der Amarna-Briefe : Mit besonderer Berücksichtigung der Kanaanismen / von Franz M. Th. Böhl. 1909. IV, 96 S.
- Band 5, Heft 3: Assyrisches Beamtentum nach Briefen aus der Sargonidenzeit / von Ernst Klauber. 1910. VI, 128 S.
- Band 5, Heft 4: Verneinungs- und Fragepartikeln und Verwandtes im Ḳurʾān : Ein Beitrag zur historischen Grammatik des Arabischen / von Gotthelf Bergsträsser. 1914. 108 S.
- Band 5, Heft 5: Das Pyramidenkapitel in al-Maḳrīzī's "Hiṭaṭ" : Nach zwei Berliner und zwei Münchner Handschriften unter Berücksichtigung der Būlāḳer Druckausgabe / hrsg. und übers. von Erich Graefe. 1911. XII, 95 S.
- Band 5, Heft 6: Zur babylonischen und assyrischen Grammatik : Eine Untersuchung auf Grund der Briefe aus der Sargonidenzeit / von Sigurd C. Ylvisaker. Leipzig : Hinrichs, 1912. IV, 88 S.
- Band 6, Heft 1–2: Der kultische Kalender der Babylonier und Assyrer : 1. Hälfte / von Benno Landsberger. 1915. 150 S.
- Band 6, Heft 3: Ein Wortfolgeprinzip im Assyrisch-Babylonischen / von Hans Ehelolf. 1916. 49 S.
- Band 6, Heft 4/6: Das altbabylonische Gerichtswesen / Arnold Walther. 1917. XII, 274 S.
- Band 7, Heft 1/2: Studien zur hethitischen Sprachwissenschaft / von Ernst F. Weidner. 1917. VI, 152 S.
- Band 7, Heft 3: De Lagardes Ausgabe der arabischen Übersetzung des Pentateuchs : Cod. Leiden arab. 377 / nachgeprüft von J. Caleb Hughes. 1920. XIV, 27 S.

## Bände derNeuen Folge(1930–1932)
- Band 1: Die Haupttypen der sumerischen Beschwörung : Literarisch untersucht / von Adam Falkenstein. 1931. 104 S.
- Band 3: Studien zur Geschichte der älteren arabischen Fürstenspiegel / Gustav Richter. 1932. 115 S.
- Band 4: Stilmittel bei Afrahat, dem persischen Weisen / von Leo Haefeli. 1932. VIII, 195 S.
- Band 5: Syrische Verskunst / von Gustav Hölscher. 1932. VII, 206 S.